# Herman van Swanevelt

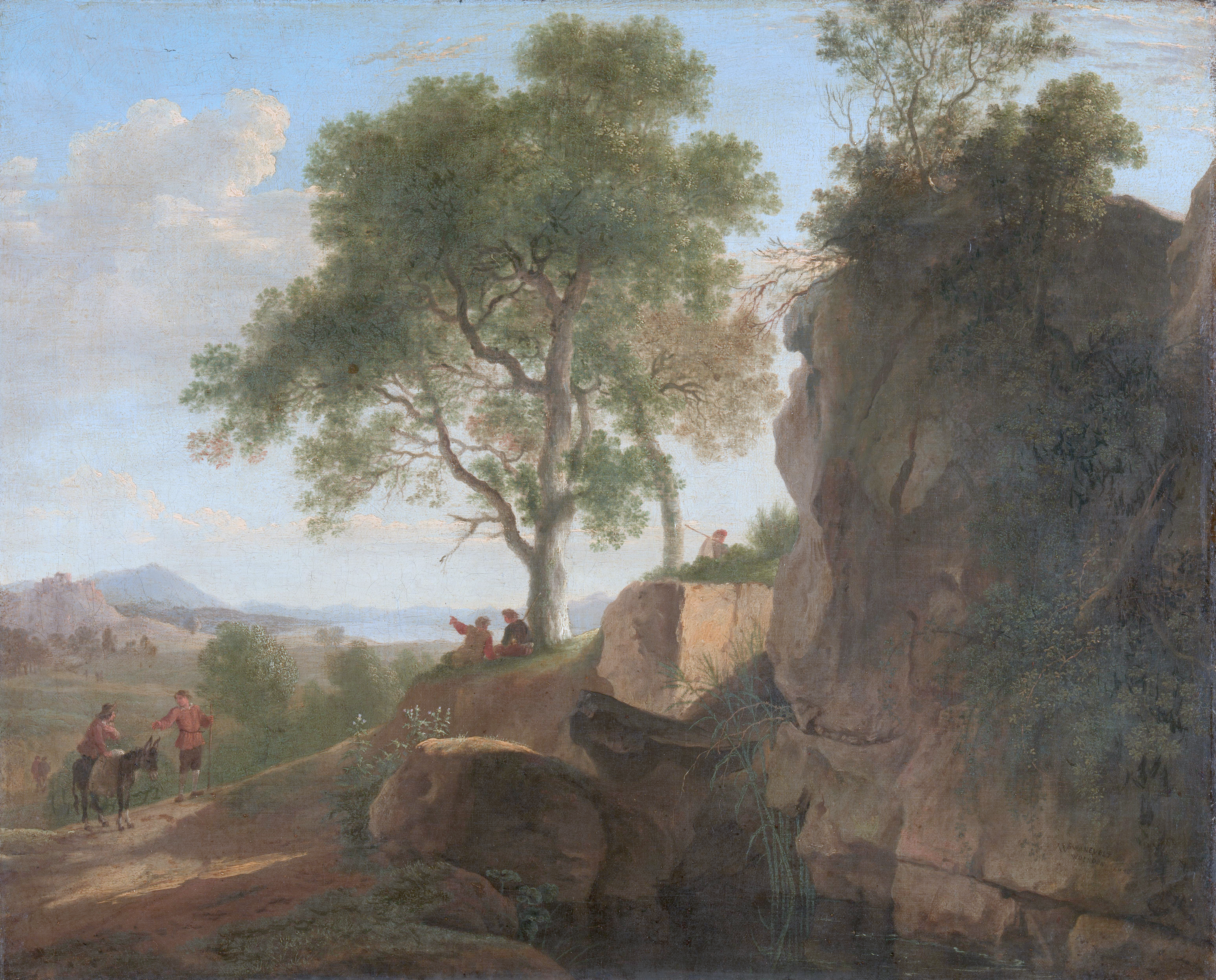
Italienische Landschaft (1643), Rijksmuseum Amsterdam.

Herman van Swanevelt (* 1600 in Woerden bei Utrecht; † 1655 in Paris) war ein holländischer Maler.
Sein erster Lehrer war der Rembrandt-Schüler Gerard Dou, dort lernte er die figürlichen Darstellung. Anschließend er nach 1623 nach Paris und von da nach Rom. In Rom wurde er unter Claude Lorrain zum Landschaftsmaler. Er versuchte die Landschaften und Figuren in Einklang zu bringen. Seine stundenlange Beschäftigung in der Einsamkeit der Landschaft gaben ihm den Ruf eines Eremiten. 1637 verließ er Rom und ließ sich dann, nach kurzem Aufenthalt in der Heimat, 1652 in Paris nieder, wo er 1653 Mitglied der Akademie wurde und 1655 starb.
Er hat italienische Landschaften in der Art des Claude Lorrain gemalt, die man zumeist in den Galerien von Rom und Florenz, aber auch in denen von Paris, Frankfurt am Main, München und Den Haag findet. Hervorragender sind seine landschaftlichen Radierungen, deren er 116 hinterlassen hat.